# Hernán Darío Muñoz
Hernán Darío Muñoz es un ciclista colombiano nacido el 5 de enero de 1973 en Rionegro, Antioquia.
Debutó como profesional en 1996 en el equipo colombiano Gobernación de Antioquia-Lotería de Medellín.
Compitiendo por el equipo ítalo-colombiano Colombia-Selle Italia logró sus mejores resultados. Además de participar del Giro de Italia de 2002 y 2003, en 2002 ganó el Tour de Langkawi y al año siguiente culminó en 2º lugar. En el 2003 también se coronó campeón de la Vuelta al Táchira.

## Palmarés
1997
- 2 etapas de la Vuelta al Táchira

1998
- 1 etapa de la Vuelta al Táchira
- 2.º en el Campeonato de Colombia en Ruta
- Vuelta a Chiriquí
- Vuelta a Costa Rica

1999
- Vuelta a Antioquia

2002
- Tour de Langkawi, más 1 etapa
- 1 etapa de la Vuelta a Colombia

2003
- Vuelta al Táchira, más 2 etapas
- 1 etapa del Tour de Langkawi

2004
- 2º en la Vuelta a Cundinamarca

## Resultados en lasgrandes vueltas
Durante su carrera deportiva consiguió los siguientes puestos en las Grandes Vueltas:
| Carrera         | 2002 | 2003 |
| --------------- | ---- | ---- |
| Tour de Francia | -    | -    |
| Giro de Italia  | 27.º | 45.º |
| Vuelta a España | -    | -    |

## Equipos
- Gobernación de Antioquia-Lotería de Medellín (1996-1998)
  - Gobernación de Antioquia-Lotería de Medellín (1996)
  - Lotería de Medellín-Aguardiente Antioqueño (1997)
  - Orgullo Paisa (amateur) (1998)
- Aguardiente Néctar-Selle Italia (amateur) (1998)
- Empresas Públicas de Medellín (amateur) (1999)
- Relax-Fuenlabrada (2000-2001)
- Colombia-Selle Italia (2002-2003)
- Orbitel 05 (amateur) (2004-2005)
- Canel's Turbo (amateur) (2006)
- P & S Halcones (amateur) (2007)
- EPM-UNE (2009[1]-2010)
- Movistar Team Continental (2011)